# Cacheu (region)
Cacheu je region na západě Guineje-Bissau. Leží na hranicích se Senegalem, pokrývá území o rozloze 5 175 km² a žije v něm 192 508 obyvatel. Hlavní město je Cacheu.

## Sektory

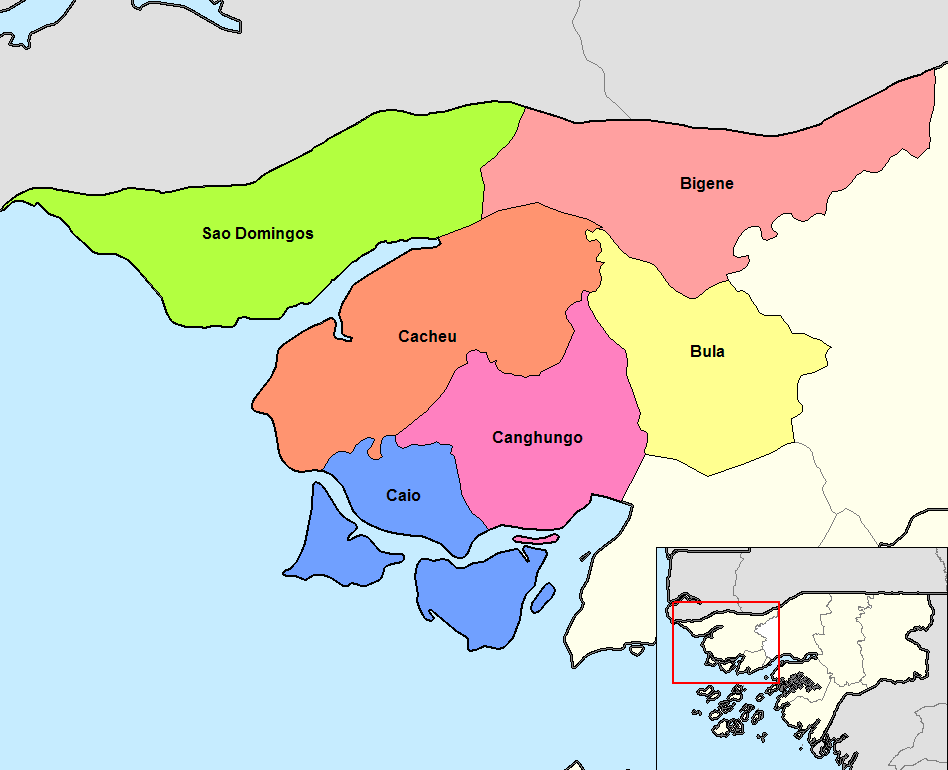
Sektory regionu Cacheu

Cacheu se dělí do 6 sektorů:
- Bigene
- Bula
- Cacheu
- Caio
- Canghungo
- Sao Domingos